# Stoudenets
Le Stoudenets (en russe : Студенец) est une rivière de l'oblast de Penza et de Mordovie en Russie, affluent gauche de la Partsa (bassin de la Volga) à 92 km de l'estuaire de celui-ci.

## Géographie
La rivière prend sa source dans le raïon de Zoubova Poliana en Mordovie et coule vers le nord sur une longueur de 14 km, passant dans le raïon de Spassk de l'oblast de Penza avant de repasser en Mordovie (raïon de Torbeïevo) pour se jeter dans la Partsa.
Le Stoudenets arrose le village de Vitchoutka, la ville de Spassk et le village de Lipleïka.